# Georg Jabin
Georg Jabin (* 18. August 1828 in Braunschweig; † 14. Januar 1864 in Harzburg) war ein deutscher Landschaftsmaler.

## Leben
Jabin war der Sohn eines Trompeters im herzoglich braunschweigischen Husarenregiment, den er früh verlor. Weil er schon früh künstlerisches Talent zeigte, ermöglichten ihm Mäzene eine Ausbildung an der Kunstakademie Düsseldorf, wo er von 1850 bis 1855 bei Johann Wilhelm Schirmer Landschaftsmalerei studierte. Nach der Ausbildung zog er in den Harz, heiratete 1856 die Gräfin Clementine von Kospoth (12. Mai 1811 – 15. Januar 1874) und ließ sich in Bad Harzburg nieder.
1857 reiste Jabin in die Schweiz und im Herbst 1863 nach Norwegen, um nach dem Tod seines einzigen Kindes in der eindrucksvollen Landschaft neuen Lebensmut zu finden, brach jedoch nach seiner Rückkehr bei der Arbeit an seinem letzten Gemälde zusammen und starb nach zwei Tagen an Entkräftung. Seine Frau Clementine, die gleichfalls als „Dilettantin“ Landschaften malte, starb zehn Jahre nach ihm ebenfalls in Harzburg.

## Werke (Auswahl)

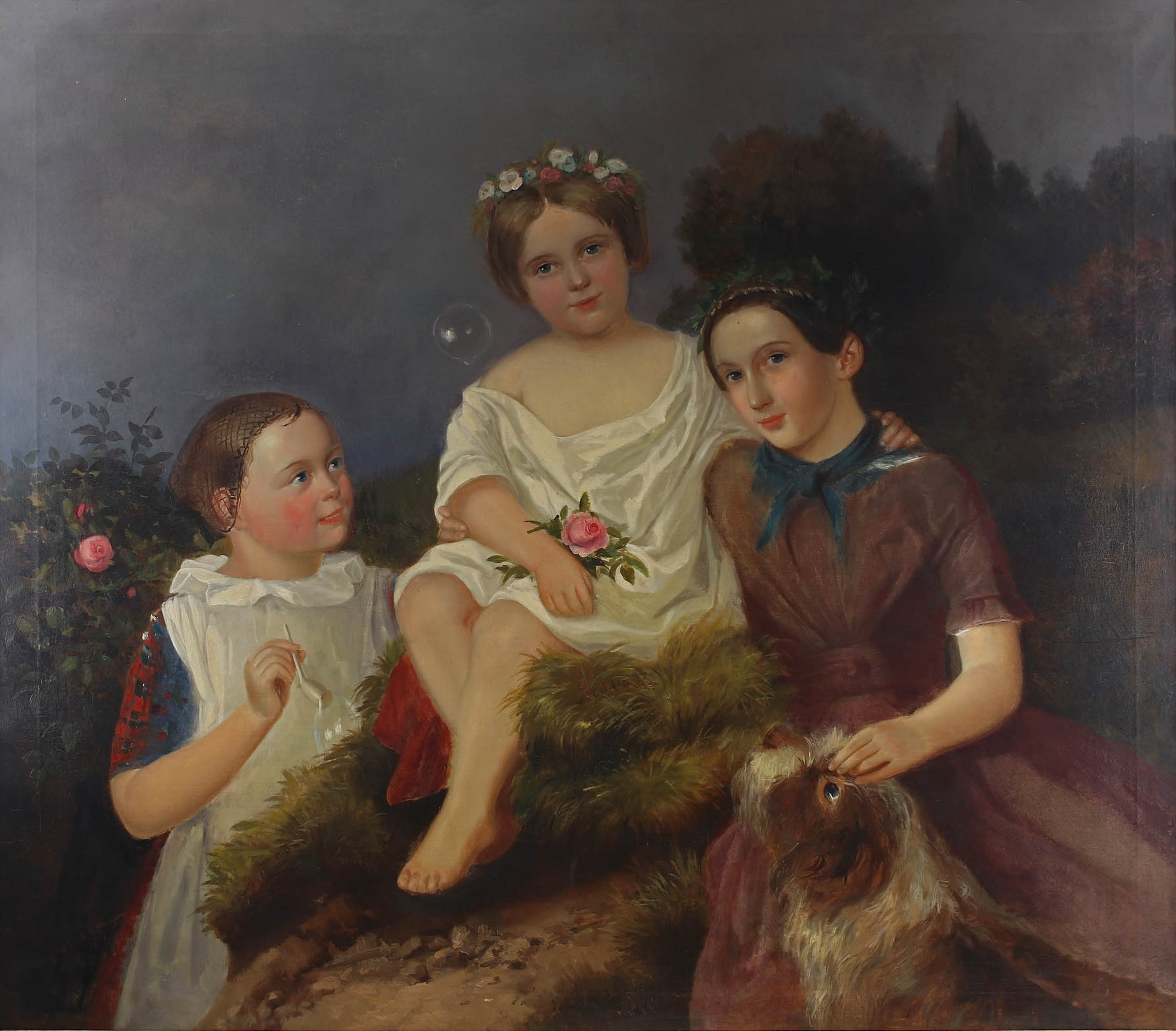
Familienbildnis (um 1850),
Öl auf Leinwand, 118 × 106 cm

Jabins Motive waren zumeist Berglandschaften aus dem Harz, der Schweiz und Norwegen. Als Jabins bekanntestes Werk gilt ein Wasserfall im Lintal in der Schweiz, den er in drei Versionen malte. Er wurde mit der „goldenen Medaille für Kunst“ ausgezeichnet und vielfach als Lithografie, Holzschnitt und Fotografie verbreitet. Die Gemälde gingen an Museen in Amsterdam, London und Braunschweig.
Weitere Gemälde von Jabin zeigen den oberen Murgseefall in der Schweiz, eine Waldmühle in Westfalen und vor allem Motive aus dem Harz, wie den Brocken im Mondschein, den Eckerfall, Regenstein, Falkenstein, das Okertal und das Ilsetal.
Zuletzt arbeitete er an einem großen Gemälde des Vöringfoss-Wasserfalls in Norwegen, das unvollendet blieb.